# Castello di Žamberk
Il castello di Žamberk (in ceco Žamberk zámek) si trova nella città omonima del distretto di Ústí nad Orlicí, regione di Pardubice nella Repubblica Ceca. La sua storia inizia nel XVII.

## Storia

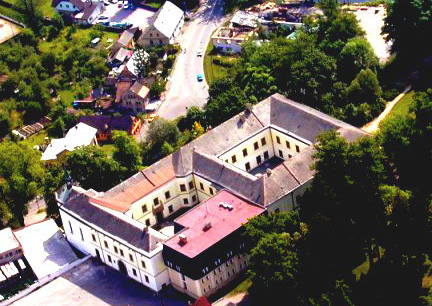
Veduta aerea del complesso del castello

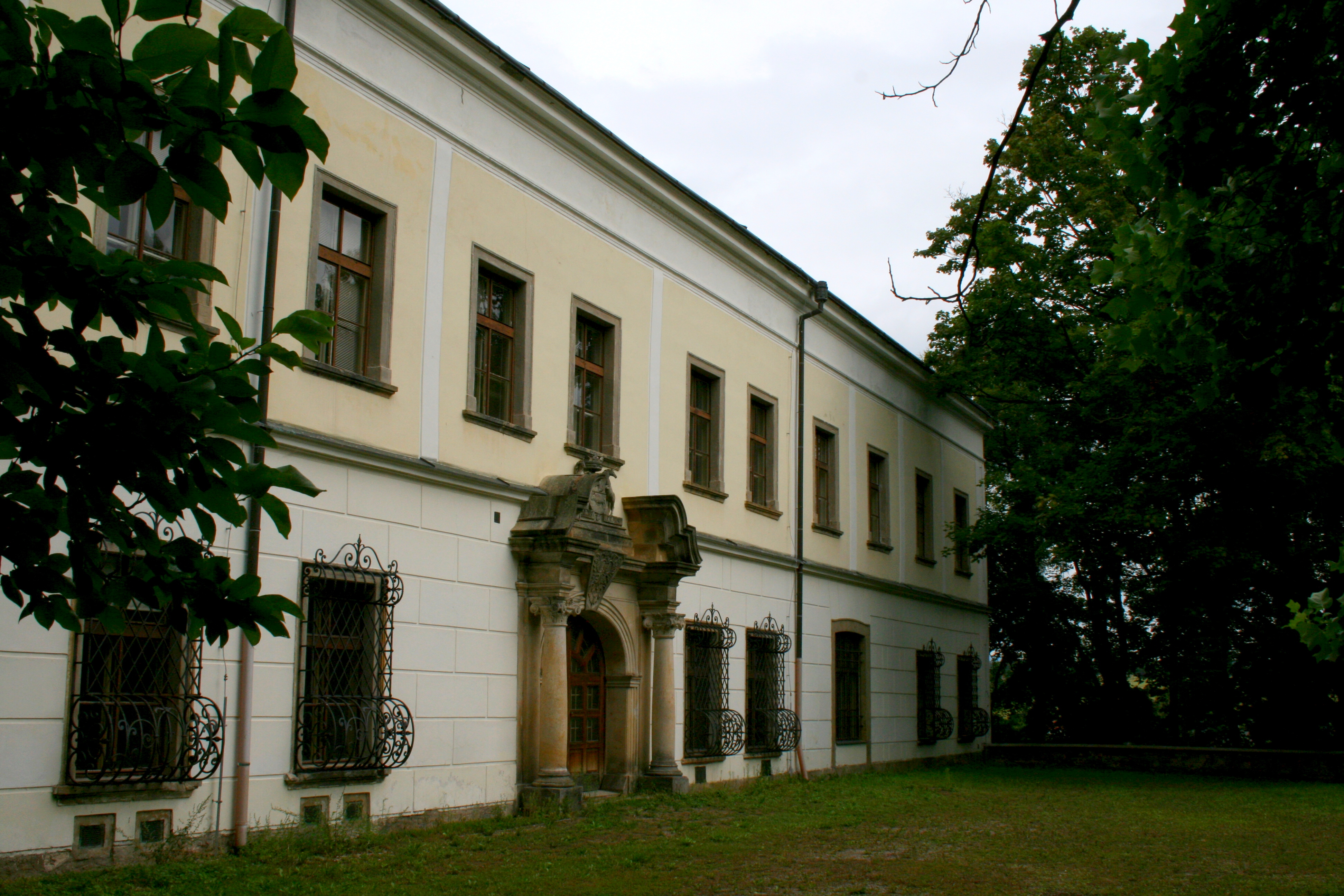
Grande portale nella facciata verso un cortile interno

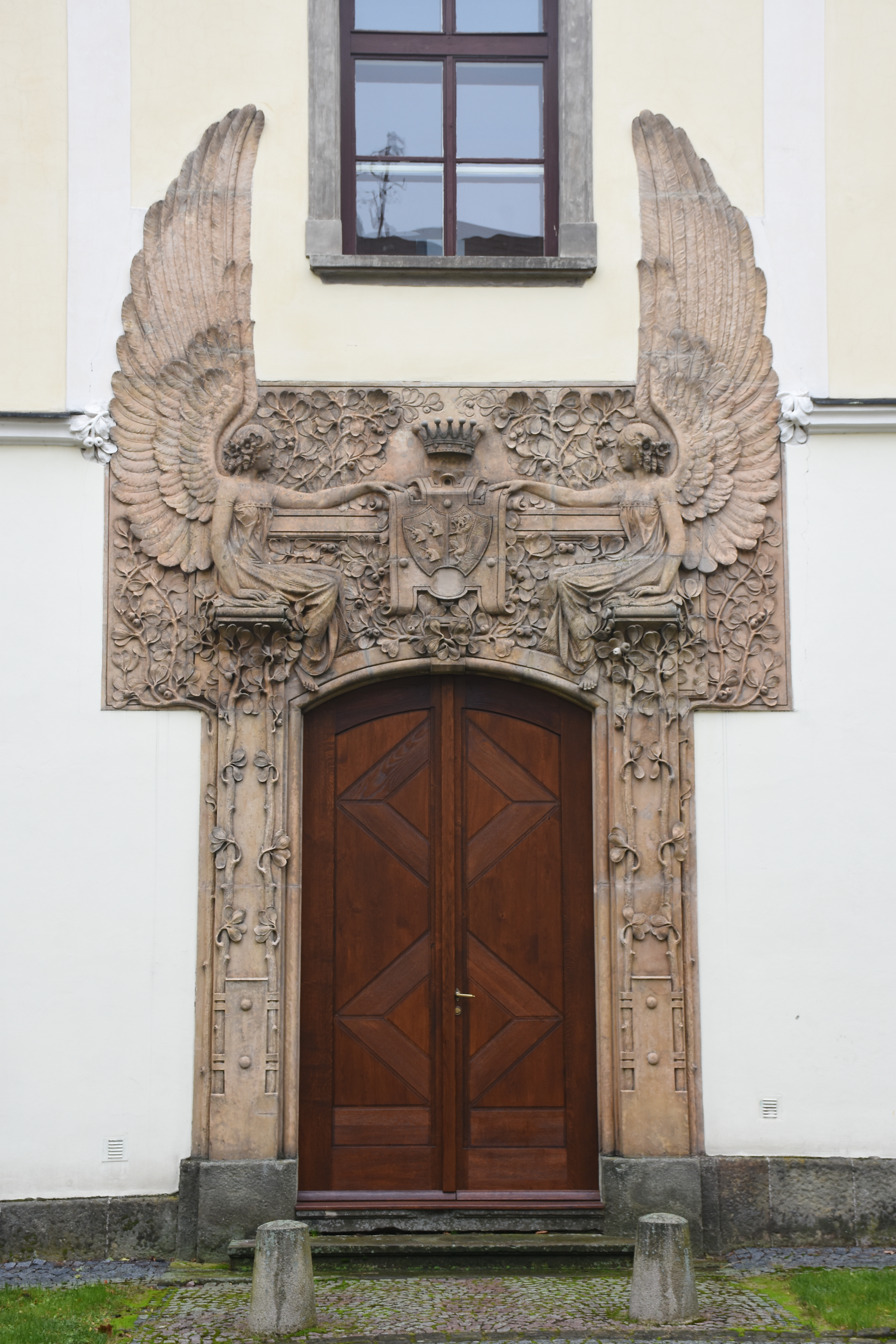
Portale secondario in stile rococò

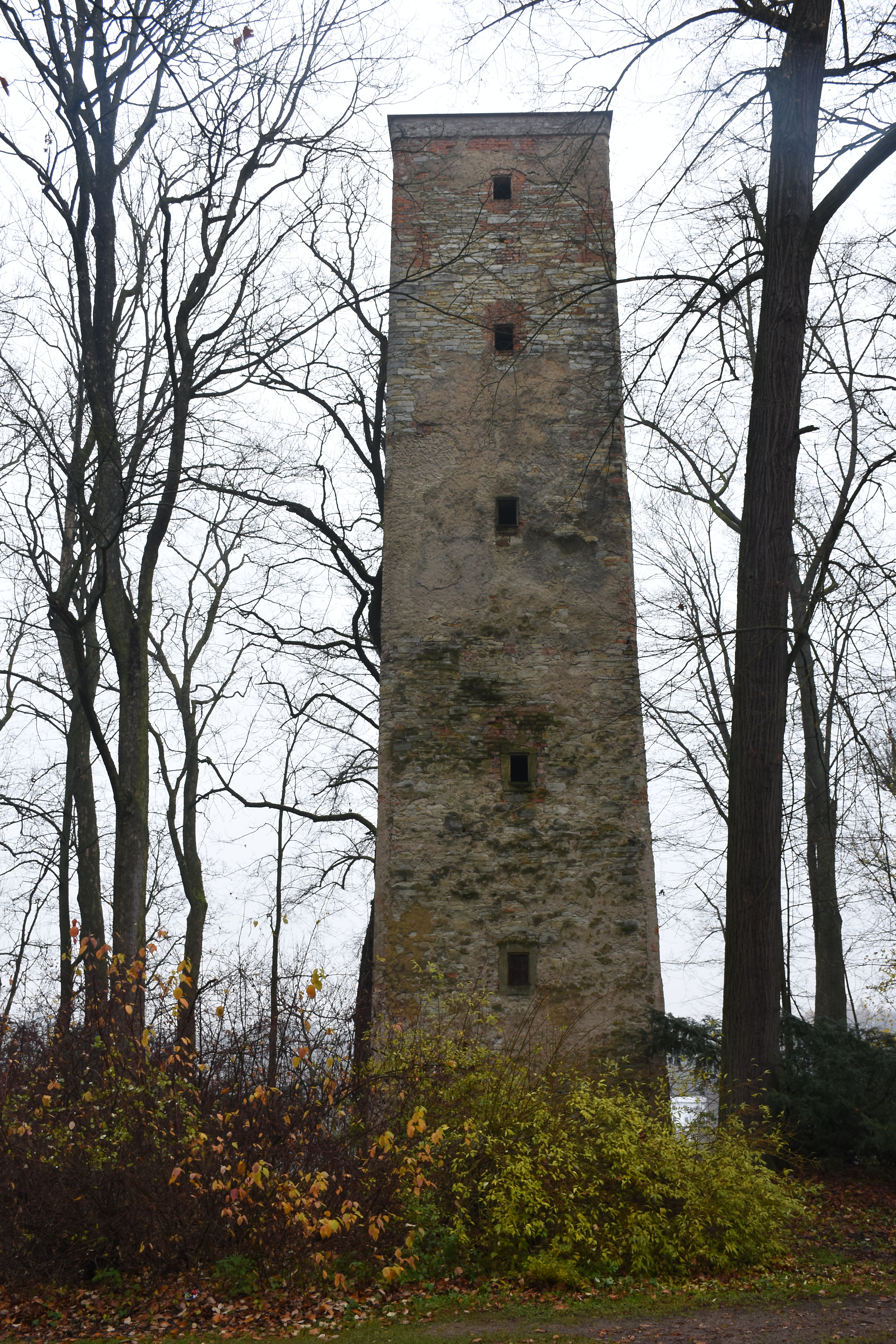
Torre dell'acqua nel parco del castello

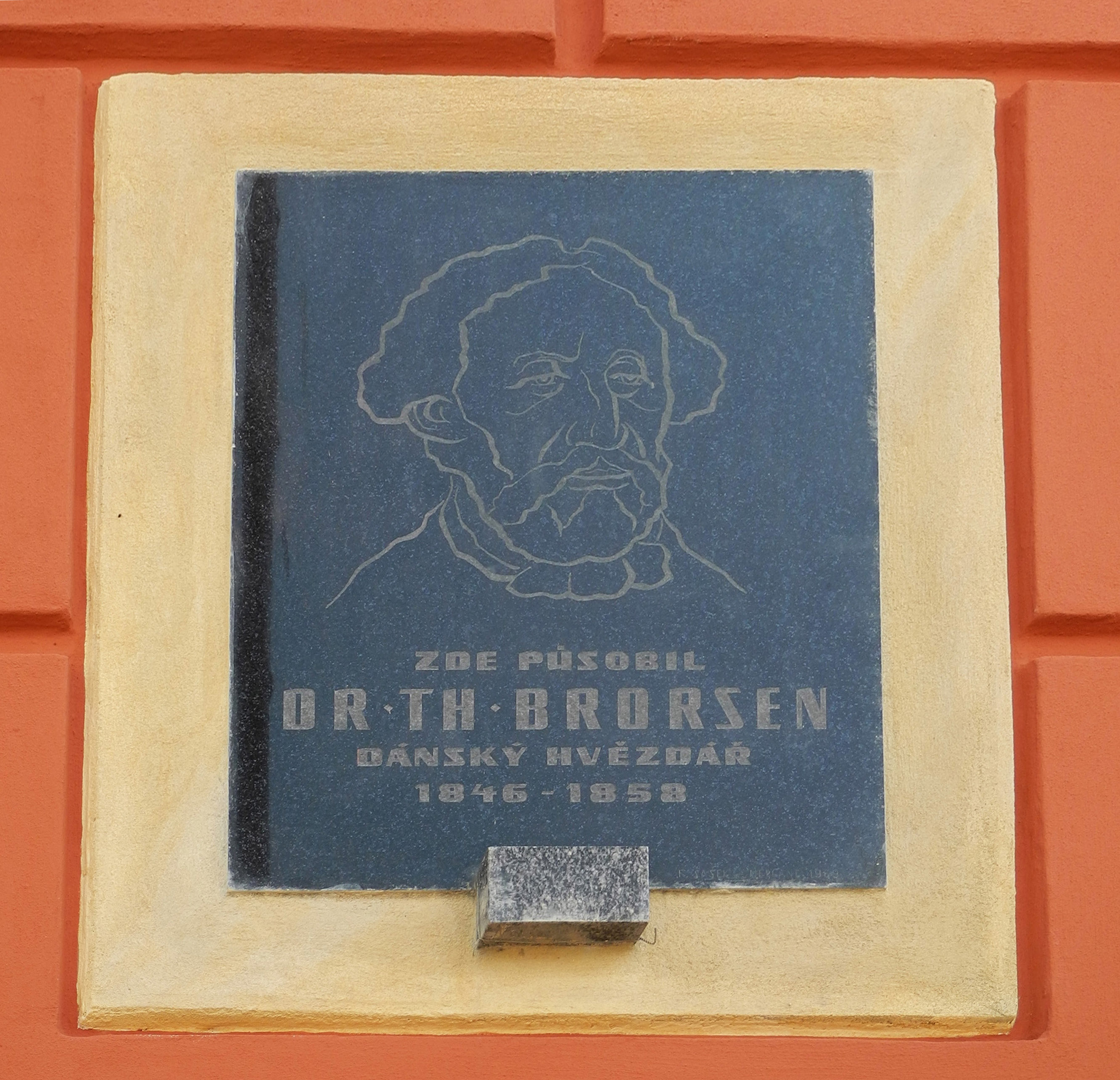
Lapide che ricorda l'astronomo danese Theodor Brorsen

Il castello venne costruito nel XVI secolo come casa padronale del proprietario della tenuta. Successivamente, dal XIX secolo, venne utilizzato come ufficio e sede di nobili funzionari. Il castello di Žamberk viene menzionato per la prima volta su documenti scritti nel 1600, e fu costruito per decisione di Mikuláš Bubn di Litic, anche se alcune fonti parlano del 1575. Modifiche significative vennero probabilmente realizzate da František Adam di Bubn dopo il 1668, quando Žamberk divenne il centro del patrimonio di cave locali. Durante la guerra dei trent'anni il castello fu bruciato durante le incursioni degli svedesi. Successivamente l'edificio fu parzialmente restaurato e ricostruito in stile barocco. Altri lavori si sono poi realizzati negli interni, compresa la realizzazione della cappella gentilizia che spicca col suo campanile. In quell'epoca furono probabilmente modificati anche il giardino ed il parco del castello. Negli anni tra il 1810 e il 1814, con Alfréd Windischgratz, fu demolita un'ala e il castello subì ulteriori modifiche in stile rococò, inoltre il parco venne ristrutturato. Altre modifiche del parco continuarono anche dopo il 1815 con Jan Parish, e intorno alla metà del XIX secolo fu creato un parco all'inglese. Negli anni tra il 1844 e il 1858 qui si trovava anche l'importante osservatorio del castello, dove lavorò l'astronomo danese Theodor Brorsen. Alla fine degli anni ottanta del XX secolo al castello fu aggiunto un dormitorio, che danneggiò in parte l'edificio. Nel 1990 la proprietà venne restituita alla Famiglia Parrocchiale e il castello è sede di una scuola media. Nel 2004 le Parrocchie hanno venduto il castello alla Regione di Pardubice, fondatrice della scuola. Di proprietà della famiglia rimasero il parco del castello e la cappella del castello, nella quale si svolgono occasionalmente funzioni religiose ed eventi culturali.

## Descrizione
Il parco e il suo castello si trovano all'estremità sud-orientale del nucleo storico della città di Žamberk, regione di Pardubice nella Repubblica Ceca.
Il parco del castello originariamente era stato pensato in stile rinascimentale con portici e cappella poi venne modificato tra il XVIII e il XIX secolo. All'ingresso si trova l'aia dell'ex birrificio con un caratteristico cancello d'ingresso. Completa l'area un parco paesaggistico con piccoli edifici e una torre dell'acqua, originariamente parte di una più antica fortificazione rinascimentale, e tutto questo rappresenta un importante elemento urbano, costituente parte integrante del nucleo storico della città. 
Il castello comprende due cortili chiusi. Nell'angolo occidentale del cortile settentrionale si trovava una fontana in pietra poi smontata. La cappella del castello si eleva dall'angolo nord-est con il presbiterio sul lato orientale. Nella parte boscosa del parco, in posizione sud-ovest, si trova un vecchio cimitero con le tombe della famiglia Parrocchiale.

### Monumento culturale della Repubblica Ceca
La tutela dei monumenti della Repubblica Ceca considera il castello di Žamberk un monumento culturale tutelato col numero di catalogo 1000130366.